# روبرت هيوز (لاعب دارت)
روبرت هيوز (بالإنجليزية: Robert Hughes)‏ هو لاعب دارت بريطاني، ولد في 12 ديسمبر 1966 في ويلز في المملكة المتحدة.

## وصلات خارجية
- روبرت هيوز على موقع DartsDatabase.co.uk (الإنجليزية)